# 山下睦男
山下 睦男（やました むつお、1946年 - ）は、日本の経済学者。九州国際大学国際関係学部教授・学部長を務めた。鹿児島県出身。

## 略歴
1969年、北九州大学商学部卒業、神戸商科大学（現・兵庫県立大学）大学院経済学研究科博士課程。八幡大学社会文化研究所員を経て同大助教授、教授を歴任。東北財経大学名誉教授。専門は貿易論で、特に中日間の貿易を研究対象とする。東アジアと北部九州の貿易を通しての経済関係論を主要な論題に据えている。また、中国の近代科学技術関係著書の翻訳が多数ある。

## 著書
- 『日中貿易論』　北九州貿易協会　1981年
- 『中日経済論研究序説』　葦書房　1990年
- 『中国流通経済論』　葦書房　2002年
- 『国際貿易関係論講義』（共著）弦書房　2005年

## 訳書
- 『満鉄史』（和田正広、共訳）葦書房　1999年

## 外部活動
- 北九州市立年長者大学校穴生学舎講師
- 中国登封市嵩山少林寺法師（法名：釈延睦）